# 海ちゃんどんな色
『海ちゃんどんな色』（うみちゃんどんないろ）は、たかなししずえによる日本の漫画作品。

## 概要
『なかよし』（講談社）において、1986年から1987年まで連載された。

## 書誌情報
たかなししずえ 『海ちゃんどんな色』 講談社〈講談社コミックスなかよし〉、全3巻
- 1巻、1986年8月6日発行、ISBN 4-06-178546-X
- 2巻、1987年3月6日発行、ISBN 4-06-178565-6
- 3巻、1987年5月6日発行、ISBN 4-06-178571-0